# 中国共产党湖南省委员会组织部
中共湖南省委组织部是中国共产党湖南省委员会负责管理湖南省组织人事、党建、公务员事务的职能部门。